# Al Yāsāt
Al Yāsāt är öar i Förenade Arabemiraten.   De ligger i emiratet Abu Dhabi, i den västra delen av landet, 240 kilometer väster om huvudstaden Abu Dhabi.